# Квасница, Илья Сергеевич
Илья́ Серге́евич Квасни́ца (укр. Ілля Сергійович Квасниця; род. 20 марта 2003, Дорошовцы, Черновицкая область) — украинский футболист, полузащитник львовского «Руха», выступающий на правах аренды за львовские «Карпаты».

## Клубная карьера
Воспитанник футбольной школы черновицкой «Буковины» (тренер — Юрий Крафт), также тренировался в системах ДЮСШ донецкого «Шахтёра» и львовских «Карпат». С сентября 2020 года игрок клуба украинской Премьер-лиги львовского «Руха» — первые два года выступал исключительно в юношеско-молодежной команде, где был одним из лидеров команды и стал одним из самых ярких игроков чемпионата, также параллельно выступал за резервную команду «Рух-2» в Премьер-лиге Львовской области. За взрослую команду дебютировал в сезоне 2022/23 в матче против одесского «Черноморца», а дебютным голом отличился уже в следующем сезоне, а именно в матче 2-го тура украинской Премьер-лиги против полтавской «Ворсклы».

## Карьера в сборной
Приглашался в юношеские сборные Украины разных возрастов, в составе которых провел 6 матчей и отметился одним голом. С августа 2023 года игрок молодежной сборной Украины, за которую дебютировал 8 сентября того же года в товарищеском матче против Германии. 12 октября того же года отличился дебютным голом в квалификационном матче чемпионата Европы U-21 против Люксембурга. В мае 2024 года получил вызов в лагерь Олимпийской сборной Украины, у которой в период с 30 мая по 17 июня был запланирован учебно-тренировочный сбор и участие в международном турнире Мориса Ревелло во Франции. Однако клуб за который играет Илья не отпустил его, ссылаясь на его изнурительность после проведенного сезона. Участник молодёжного чемпионата Европы 2025.

## Достижения

### Личные
- Лучший молодой игрок чемпионата Украины: 2023/24